# クラウス・シュテファン・マーンコプフ
クラウス・シュテファン・マーンコプフ（Claus-Steffen Mahnkopf、1962年10月22日 - ）はドイツの現代音楽の作曲家である。

## 略歴
マンハイムに生まれ、当初は音楽学と社会学と哲学の分野で研究を続けていたが、それと平行してフライブルク音楽大学でブライアン・ファーニホウ、エマヌエル・ヌネス、クラウス・フーバーに師事。カミロ・トンニ国際作曲コンクール、ガウデアムス大賞、ICOMS国際作曲コンクールソロ部門第一位、シュトゥットガルト国際作曲賞など、多くの国際コンクールの常連になっていた。ダルムシュタット夏期講習会では講師陣の推挙で30代初頭で講師に抜擢され、フライブルク楽派の基礎を築くことになった。博士号は哲学で取得している。
その後メンデルスゾーン音楽大学で教鞭を取っており、エルミス・テオドラキスなどを指導した。